# Marina Sirtisová
Marina Sirtisová (* 29. března 1955 Londýn) je britská divadelní a filmová herečka. Narodila se řeckým rodičům bydlícím v East Endu. Vyrůstala v severním Londýně, kde se také stala horlivým fanouškem Tottenham Hotspur FC.
Ačkoli její rodiče nechtěli, aby se věnovala hraní, přihlásila se na Guild Hall School of Music and Drama, kterou později také zdárně dokončila. I když se o herectví zajímala již dlouho před tím, velká láska ke hraní se u ní zrodila právě na této škole. Krátce po jejím absolvování se stala členkou Worthing Repertory Theatre. Objevila se zde v mnoha klasických dramatech, včetně role Ofélie ze Shakespearova Hamleta. Poté, co vynikla v divadle, snažila se rozšířit své herecké působení i do televize. Hrála v několika populárních britských seriálech jako například Minder & Hazel a v televizním filmu One Last Chance.
Marina Sirtisová je známá především rolí empatické poradkyně Deanny Troi ze seriálu Star Trek: Nová generace (1987–1994). Původně se však ucházela o roli Tashy Yarové, ale autor projektu Gene Roddenberry nakonec usoudil, že se více hodí na roli poradkyně a vyměnil ji s Denise Crosbyovou. Sama Sirtisová ale tvrdí, že s Deannou Troi má společnou pouze lásku k čokoládě, její neustálé milé a vstřícné chování s ní nesdílí. Jako Troi se objevila i v navazujících filmech Star Trek: Generace (1994), Star Trek: První kontakt (1996), Star Trek: Vzpoura (1998) a Star Trek: Nemesis (2002). Hostovala i v jednotlivých dílech seriálů Star Trek: Vesmírná loď Voyager, Star Trek: Enterprise, Star Trek: Picard a Star Trek: Lower Decks.
Marina Sirtisová má také kladný vztah k hudbě. Objevila se v několika muzikálech a byla i na evropském turné s Rocky Horror Picture Show. Jejím manželem byl kytarista Michael Lamper.

## Filmografie (výběr)
- Raffles (1977) – epizoda „The Last Laugh“
- Who Pays the Ferryman? (1977) – epizoda „Return to Yesterday“
- Hazell (1978) – „Hazell Goes to the Dogs“
- Zloděj z Bagdádu (1978)
- Minder (1979) – epizoda „Aces High – And Sometimes Very Low“
- The Wicked Lady (1983)
- Space Riders (1984)
- Slepý, který viděl (1984)
- Přání smrti 3 (1985)
- Šest Napoleonů (1986)
- Call Me Mister (1986) – epizoda „The Carve Up“
- Star Trek: Nová generace (1987–1994)
- Hunter (1987) – epizoda „Down and Under“
- One Last Chance (1990)
- Voskové muzeum 2: Ztraceni v čase (1992)
- Gargoyles: The Heroes Awaken (1994, dabing)
- Star Trek: Generace (1994)
- Gargoyles: The Goliath Chronicles (1996, dabing)
- Gadgetman (1996)
- Star Trek: První kontakt (1996)
- Duckman: Private Dick/Family Man (1997, dabing) – epizoda „Where No Duckman Has Gone Before“
- Gargoyles: The Hunted (1998) (dabing)
- Gargoyles: Brothers Betrayed (1998, dabing)
- Diagnóza vražda (1998) – epizoda „Murder at the Finish Line“
- Star Trek: Vzpoura (1998)
- Paradise Lost (1999)
- Krajní meze (1999) – epiozda „The Grell“
- Země: Poslední konflikt (1999) – epizoda „The Cloister“
- Star Trek: Vesmírná loď Voyager (1999–2000) – epizody „Projekt Pathfinder“, „Záchranné lano“ a „Agent“
- Hvězdná brána (2000) – epizoda „Vodní brána“
- Casualty (2001) – epizoda „Something from the Heart“
- Terminál (2002)
- Through the Fire (2002)
- Star Trek: Nemesis (2002)
- Net Games (2003)
- Situace: Ohrožení (2003) – epizoda „Doctor Germ“
- Spectres (2004)
- Walking on Water (2004)
- Crash (2004)
- Star Trek: Enterprise (2005) – epizoda „Toto jsou cesty…“
- Lesser of Three Evils (2005)
- Closer (2005) – epizoda „L.A. Woman“
- Griffinovi (2005, dabing) – epizoda „Peter's Got Woods“
- Oranges (2006)
- Girlfriends (2006) – epizody „It's Raining Men“, „Party Over Here“ a „…Ain't Nothing Over There“
- Beze stopy (2006) – epizoda „Fade-Away“
- Beowulf a Grendel (2007)
- Trade Routes (2007)
- The Deep Below (2007)
- Mass Effect (2007)
- InAlienable (2008)
- Holby City (2008) – epizoda „You're So Vain“
- Rváči (2009)
- Smrtící nenávist 3 (2009)
- 31 North 62 East (2009)
- Three Rivers (2009) – epizoda „Place of Life“
- Otis E. (2009)
- The Cleveland Show (2009, dabing) – epizoda „Ladies' Night“
- Annihilation Earth (2009)
- Make It or Break It (2010) – epizody „Save the Last Dance“ a „Hope and Faith“
- Immortal Cycle (2010)
- Shadows from the Sky (2011)
- Star Trek: Picard (2020) – epizoda „Nepenthe“
- Star Trek: Lower Decks (2020) – epizoda „No Small Parts“